# Gangba (häradshuvudort i Kina, Tibet Autonomous Region, lat 28,22, long 88,47)
Gangba (kinesiska: 岗巴, 岗巴镇) är en häradshuvudort i Kina. Den ligger i den autonoma regionen Tibet, i den sydvästra delen av landet, omkring 300 kilometer sydväst om regionhuvudstaden Lhasa. Antalet invånare är 3 417. Befolkningen består av 1 620 kvinnor och 1 797 män. Barn under 15 år utgör 22,0 %, vuxna 15-64 år 75 %, och äldre över 65 år 2,0 %.
Runt Gangba är det mycket glesbefolkat, med 2 invånare per kvadratkilometer. Närmaste större samhälle är Kambaxoi, 10,9 km nordost om Gangba. Trakten runt Gangba består i huvudsak av gräsmarker.
Genomsnittlig årsnederbörd är 773 millimeter. Den regnigaste månaden är juli, med i genomsnitt 188 mm nederbörd, och den torraste är december, med 3 mm nederbörd.